# Bück
Die Ortslage Bück (auch „Bük“, bzw. „An der Bük“) liegt im Wuppertaler Stadtbezirk Elberfeld-West westlich der Ortslage Saurenhaus und nordöstlich der Grube Schickenberg. Der Name geht auf eine Hofschaft zurück. „Bük“ bedeutet Biegung, Krümmung oder Kehrung. Bück bestand aus den beiden unmittelbar benachbarten Wohnplätzen Große Bück (Großbück, Grossenbück) und Kleine Bück (Kleinbück, Kleinenbück) von denen heute nur noch der Wohnplatz Kleine Bück als Bück erhalten ist.

## Geschichte

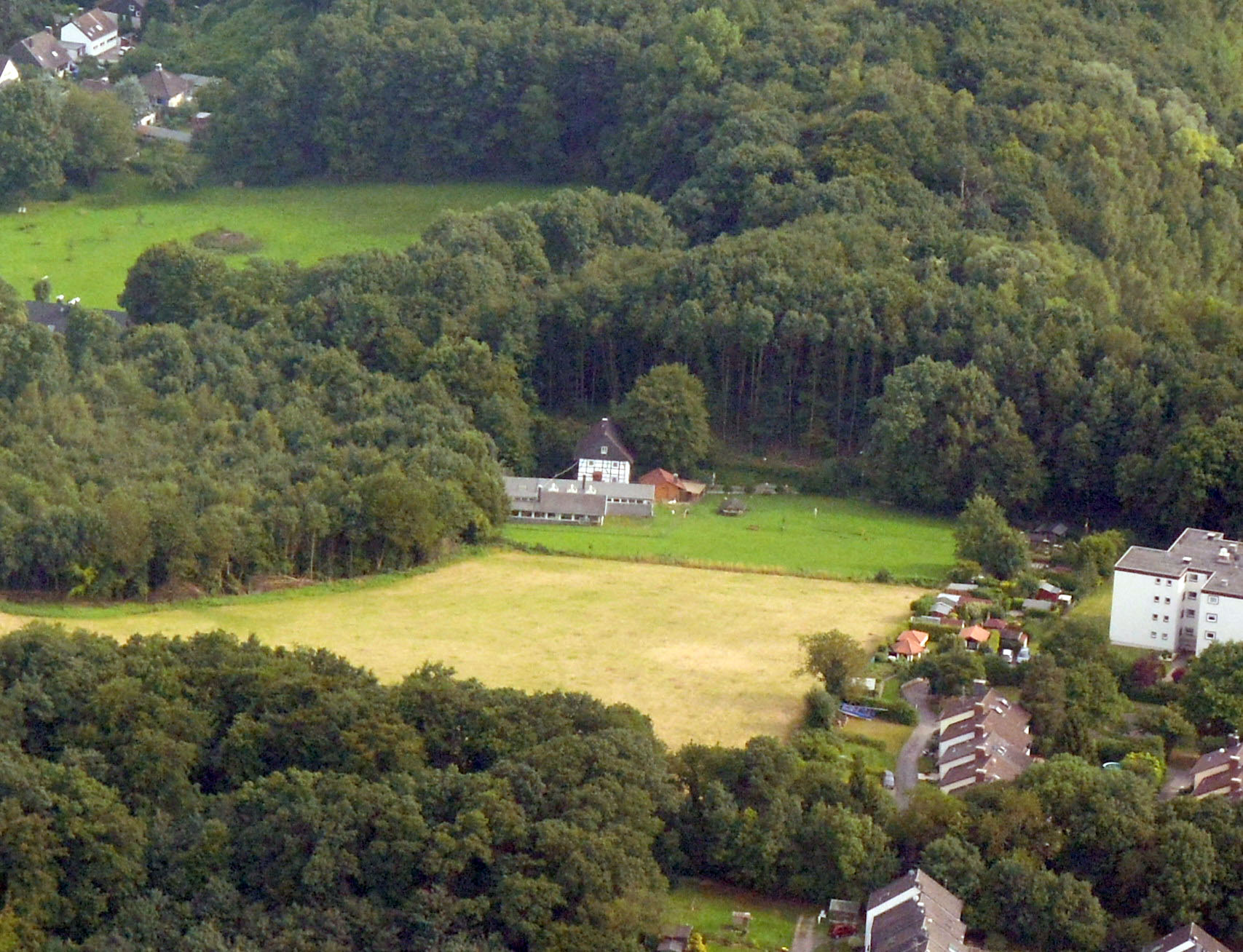
Luftbild von Bück

Eine frühe urkundliche Erwähnung des Hofes fand bereits im Jahr 1363 statt. Der Hof gehörte im Spätmittelalter und der frühen Neuzeit zur Honschaft und Kirchspiel Sonnborn im Amt Solingen. Zu welchem Höfeverband Bück gehörte ist ungeklärt. Der Hof ist als Bücke auf der Topographia Ducatus Montani des Erich Philipp Ploennies aus dem Jahre 1715 verzeichnet. Auf der Topographischen Aufnahme der Rheinlande von 1824 ist die Ortslage mit i.d.Böken beschriftet.
Bück lag im 19. Jahrhundert in der 1867 von der Bürgermeisterei Haan abgespalteten Bürgermeisterei Sonnborn, die 1888 unter Gebietsabtretungen an die Stadt Elberfeld in Gemeinde Vohwinkel umbenannt wurde. Laut dem Gemeindelexikon des Königreichs Preußen besaß Große Bück 1888 zwei Häuser und zehn Einwohner, Kleine Bück drei Häuser und 16 Einwohner. Mit der Gründung Wuppertals 1929 fand Bück als Teil von Vohwinkel Aufnahme in das Stadtgebiet. Ausgenommen war nur der Teil Große Bück, der südlich der Straße durch den Ort lag und im Rahmen eines Gebietstauschs bis 1974 Wülfrath zugeordnet war. Um diese Zeit ging Großbück bei der Erweiterung der Grube Schickenberg ab und nur das nördlich der Straße liegende Kleine Bück blieb erhalten.
Eine Straße An der Bük wurde am 22. Mai 1964 benannt.